# Brejo Grande do Araguaia
Brejo Grande do Araguaia is een gemeente in de Braziliaanse deelstaat Pará gelegen aan de benedenloop van de Araguaia. De gemeente telt 6.783 inwoners (schatting 2022).

## Aangrenzende gemeenten
De gemeente grenst aan Palestina, São Domingos, São Geraldo, São João en Araguatins (TO).